# Cryptographis exclusalis
Cryptographis exclusalis là một loài bướm đêm trong họ Crambidae.